# Nap Lajoie
Pour les articles homonymes, voir Lajoie.
Napoléon Lajoie (5 septembre 1874 - 7 février 1959) est un joueur américain de baseball appartenant à la communauté  canadienne-française du Rhode Island. Il est le premier champion de la moyenne au bâton en 1901, frappant 0,426. Cette moyenne reste la meilleure moyenne de l'histoire des ligues majeures depuis le début du XXe siècle. Lajoie est considéré comme le deuxième meilleur joueur de deuxième but de l'histoire et le meilleur joueur ayant porté les couleurs des Indians de Cleveland, alors baptisés Naps de Cleveland en son honneur. Il fait son entrée au Temple de la renommée du baseball dès 1937 ; il est le sixième joueur à être ainsi honoré après la promotion fondatrice de 1936 comptant cinq joueurs.

## Jeunesse
Napoléon Lajoie est né le 5 septembre 1874, à Woonsocket dans le Rhode Island, de Jean-Baptiste et Celina Guertin Lajoie deux émigrés du Canada-Est, un fait courant à la fin du XIXe siècle et au tournant du XXe siècle. À son arrivée aux États-Unis, la famille s'est d'abord installée à Rutland, dans le Vermont, mais a ensuite déménagé à Woonsocket, où Napoléon, le plus jeune des huit enfants survivants, est né. N'ayant reçu que peu d'éducation formelle, Lajoie a abandonné l'école pour travailler dans une usine textile. Il a également commencé à jouer au baseball semi-professionnel pour l'équipe locale de Woonsocket, sous le pseudonyme de "Sandy" parce que ses parents n'approuvaient pas que leur fils joue au baseball. Il gagnait aussi de l'argent en tant que chauffeur de taxi avec un cheval et un buggy et s'appelait localement « Slugging Cabby ». Son père travaillait comme charretier et manœuvre mais il est mort quand Napoléon était à peine sorti de l'enfance.
Lorsque la nouvelle des talents de Napoléon au baseball s'est répandue, il a commencé à jouer pour d'autres équipes semi-professionnelles, gagnant de 2 à 5 $US par match (
61 à
154 en dollars courants) tout en continuant ses autres emplois. Quand l'équipe des Indians de Fall River de la Ligue de la Nouvelle-Angleterre de classe B lui a offert 25 $ par semaine (
768 en dollars courants), il l'a rejoint en 1896 pour jouer au champ centre, au premier but et comme receveur,. Il a enregistré 163 coups sûrs en 80 matchs et a mené l'équipe pour la moyenne au bâton, les doubles, triples, circuits et coups sûrs. Considéré alors comme un joueur de très grand talent, le propriétaire des Indians, Charlie Marston, a été approché par les Pirates de Pittsburgh, les Phillies de Philadelphie et les Beaneaters de Boston pour obtenir ses services.

## Carrière
Lajoie commence sa carrière dans les majeures à Philadelphie avec les Phillies de Philadelphie (1896-1900) puis avec les Athletics de Philadelphie (1901-1902) dans la Ligue nationale de baseball. Ces prestations sont déjà impressionnantes. Il ne passe jamais sous la barrière des 0,324 de moyenne au bâton par saison.
Il passe des Phillies aux Athletics à la faveur d'une querelle salariale. Lajoie enregistre la meilleure moyenne au bâton de la Ligue nationale lors de cette saison 1901. Il passe à Cleveland avec le lanceur Bill Bernhard en remboursement d'une dette contractée par les Athletics auprès de Charles Somers, propriétaire de la franchise de Cleveland.
La signature d'un joueur de la stature de Lajoie est un évènement à Cleveland qui lui fait un accueil triomphal, rebaptisant même le club en son honneur du nom de Cleveland Naps.
Lajoie remporte cinq fois le titre de la meilleure moyenne au bâton en 1901, 1902, 1903, 1904 et 1910. En 1910, il est en lutte avec Ty Cobb. Cobb est l'antithèse de Lajoie, qui est d'un naturel réservé, souriant et amical alors que Cobb brille surtout par agressivité. L'opposition Cobb-Lajoie culmine en 1910. Cobb est le roi du bâton en 1907, 1908 et 1909, mais l'antipathie qu'il génère lui coûte la couronne en 1910. Lajoie se voit en effet offrir sept coups sûrs, sans grands efforts, à l'occasion de ses deux derniers matches de la saison par Jack O'Connor, le gérant des Browns de St-Louis, qui déteste Cobb. Malgré les contestations de Cobb et les remarques de certains statisticiens, c'est Napoléon Lajoie qui est officiellement sacré roi du bâton cette saison-là dans la Ligue américaine de baseball. Il reçoit ainsi l'automobile Chalmers offerte au champion, Les statistiques modernes reprennent ces données ; Baseball-Référence, notamment.
Lajoie a joué 21 saisons dans les ligues majeures, frappant 3242 coups sûrs en 2480 parties, soit une moyenne au bâton de 0,338. Il a frappé 657 doubles, 1599 points produits et 1504 points marqués.
Il est entré au temple de la renommée du baseball en 1937.